# Замок померанских герцогов (Слупск)
Замок померанских герцогов (пол. Zamek Książąt Pomorskich) — исторический и архитектурный памятник, находящийся в Слупске, Польша. Расположен в Старом городе рядом с рекой Слупя. В XVI и XVII веках был резиденцией померанских герцогов из династии Грифичей.

## История
Замок в готическом стиле был построен в 1507—1509 годах померанским герцогом Богуславом X. В 1580—1587 годах был перестроен в двухэтажное здание в стиле Ренессанс.
С 1653 года, когда померанскими герцогами стали немцы, замок стал постепенно разрушаться. Во второй половине XVIII века он использовался в качестве военных казарм. После пожара 1821 года в замке располагалось зернохранилище.
После II Мировой войны замок был полностью отреставрирован, также была восстановлена башня.
В 2007 году проходил косметический ремонт замка, во время которого были заменены окна здания и реконструирован сад, располагающийся со стороны улицы Замковой.

## Музей
В замке располагается Музей Центрального Поморья. Среди его экспонатов — карта Померанского герцогства, изданная в 1618 году и собрание картин польского художника, философа и писателя Станислава Виткевича.